# Paracromastigum subsimplex
Paracromastigum subsimplex är en bladmossart som först beskrevs av Franz Stephani, och fick sitt nu gällande namn av Fulford et J.Taylor. Paracromastigum subsimplex ingår i släktet Paracromastigum och familjen Lepidoziaceae. Inga underarter finns listade i Catalogue of Life.